# Manuel Jiménez Moreno "Chicuelo"
Manuel Jiménez Moreno (Sevilla, 15 de abril de 1902-Sevilla, 31 de octubre de 1967), más conocido como «Chicuelo», fue un matador de toros español.

## Biografía
Fue hijo del torero Manuel Jiménez Vera «Chicuelo-I», que murió a causa de una tuberculosis en 1907, quedando huérfano a los cinco años. Tras el fallecimiento de su padre, se mudó junto a su familia a la casa de su tía paterna, quien estaba casada con Eduardo Borrego «Zocato», un banderillero. Zocato fue quien le inició en el toreo, y a los diez años le inscribió en la Escuela Taurina de Sevilla. Su debut como novillero fue el 24 de junio de 1917, en la plaza de Salamanca, donde compartió cartel con Bernardo González y Juan Luis de la Rosa. Debutó con caballos en Zaragoza el 1 de septiembre de 1918.

### Alternativa y confirmación
Tomó la alternativa en Sevilla, el 28 de septiembre de 1919, siendo padrino Juan Belmonte y testigo Manuel Belmonte. El toro de la ceremonia se llamaba: «Vidriero» del Conde de Santa Coloma. La confirmación en Madrid fue el 18 de junio de 1920, por Rafael «El Gallo», J.Belmonte y Fortuna. El toro de la ceremonia se llamaba: "Volandero" del Duque de Veragua. Salió en hombros.

### Historia
Es el precursor de la escuela sevillana, un toreo ejecutado con naturalidad y gracia, no exento de profundidad. Su toreo era armonioso, con los pies juntos, bajando la mano en la muleta, y engarzando varios naturales —algo insólito en el toreo de la época—. Introdujo la llamada chicuelina —creada por el genial torero cómico, Rafael Dutrús, más conocido como Llapisera— el pase del costadillo y el delantal. Fue genial con el capote. Finura, ligazón, gracia, excelsa pureza. Como persona era cordial, modesto y prudente. Fue líder en la década de 1920. En Madrid el 24 de mayo de 1928 le hizo al toro «Corchaíto» de Pérez Tabernero la mejor faena de su vida. Ese año toreó en España 81 corridas, siendo líder del escalafón. En México gozó del máximo cartel. Se retiró el 1 de noviembre de 1951, en Utrera (Sevilla).
Se casó con la cupletista Dolores Castro Ruiz, "Dora la Cordobesita" (Córdoba, 1902-Sevilla, 1965) en el año 1927. Es el padre del torero Rafael Jiménez Castro «Chicuelo-III».

### Guerra Civil
El estallido de la Guerra Civil le pilló en Madrid. Tras pasar a Barcelona pasado un tiempo, pudo marchar al extranjero. Tras una penosa odisea pudo regresar a Sevilla a mediados de marzo de 1937.

## Homenaje
El día 21 de agosto de 2009 fue inaugurada una escultura en su honor en el sevillano barrio de La Alameda de Hércules por el alcalde de la ciudad Alfredo Sánchez Monteseirín.